# Manuel Román

Manuel Román Fernández (Villarrobledo, 1945), es un periodista, escritor y locutor español licenciado en Ciencias de la Información por la Universidad Complutense.

## Biografía
Desde 1967 a 1990 perteneció a la redacción de la revista Semana, de la que fue redactor-jefe, y, desde de 1990 hasta la actualidad ha trabajado en Antena 3 Radio, Radiolé, Radio Voz, EsRadio y colaborando en otros medios informativos, desde la cadena Cope a Radio Nacional de España.

Es autor de medio millar de biografías de personajes, tanto del Arte como de las Letras, para el Diccionario Biográfico de la Real Academia de la Historia y ha publicado, desde 1992 al presente, catorce libros: Memoria de la Copla; Canciones de Nuestra Vida; siete volúmenes de la colección Los Cómicos; la biografía del compositor Fernando García Morcillo; La Copla; La Copla y los Toros, Los Grandes de la Copla y Bolero de Amor.
Entre 2010 y 2012 presentó dos programas de radio sobre la copla y la historia del pop español. En la actualidad está vinculado a Libertad Digital.
Actualmente colabora como artista gráfico en la compañía de arte Norteamericana The Oliver Gal Artist Co.

## Obra
La copla: la canción tradicional española, la tonadilla, sus orígenes populares, los mejores intérpretes, Manuel Román Fernández. Acento Editorial, 2000. ISBN 84-483-0508-6
Fernando García Morcillo, de profesión, músico, Manuel Román Fernández, Angel Galvañ. Madrid : Fundación Autor, 1999. ISBN 84-8048-287-7
Canciones de nuestra vida: de Antonio Machín a Julio Iglesias, Manuel Román Fernández. Alianza Editorial, 1994. ISBN 84-206-9408-8
Memoria de la copla: la canción española : de Conchita Piquer a Isabel Pantoja, Manuel Román Fernández. Alianza Editorial, 1993. ISBN 84-206-9675-7
Los grandes de la copla : Una historia de la canción española, Manuel Román Fernández. Alianza Editorial, 2010. ISBN 978-84-206-8233-4
Bolero de amor, Manuel Román Fernández. Editorial Milenio, 2015.  ISBN 978-84-9743-665-6